# Gare de Martel
La gare de Martel est une gare ferroviaire française de la ligne de Souillac à Viescamp-sous-Jallès, située sur le territoire de la commune de Martel, dans le département du Lot et la région Occitanie.
Elle est mise en service en 1889 par la Compagnie du chemin de fer de Paris à Orléans (PO) et fermée en 1980 par la Société nationale des chemins de fer français (SNCF).
Depuis 1997 elle est devenue la gare principale du Chemin de fer touristique du Haut Quercy (CFTHQ) qui a installé son « hall voyageurs » dans l'ancienne halle aux marchandises.

## Situation ferroviaire
Établie à 225 mètres d'altitude, la gare de Martel était située au point kilométrique (PK) 630,755 de la ligne de Souillac à Viescamp-sous-Jallès, entre les gares de Baladou et de Saint-Denis-près-Martel. 
La gare est établie sur une section de ligne déclassée (PK 619,094 au PK 636,640), néanmoins le tronçon de Martel à Saint-Denis-près-Martel est ouvert officiellement à la circulation des trains touristiques qui est devenu propriétaire de plus de huit kilomètres de cette section.

## Histoire

### Gare PO et SNCF
La gare du Martel est mise en service le 16 juin 1889 par la Compagnie du chemin de fer de Paris à Orléans (PO), lorsqu'elle ouvre à l'exploitation sa ligne de Cazoulès à Saint-Denis-près-Martel.
En 1896, la Compagnie du PO indique que la recette de la gare pour l'année entière est de 40 683 francs.
La dernière desserte par un train de voyageurs a lieu le 31 mai 1980 et la gare est fermée officiellement, comme la section de ligne, le 1er juin 1980 par la SNCF.

### Gare CFTHQ
Le Chemin de fer touristique du Haut Quercy fait circuler son premier train entre Martel et Saint-Denis-près-Martel le 13 juillet 1997.
Le 18 avril 2010, a lieu l'inauguration de l'ancienne halle à marchandises devenue le « hall des voyageurs » du train touristique. Sa réalisation a coûté 200 000 euros, l'État a versé une subvention de 35 000 euros et le Conseil général 10 000 euros, le solde de 155 000 euros a été investi par l'association.

## Service des voyageurs
Gare fermée au service des voyageurs de la SNCF.

## Service train touristique

### Accueil
Le hall voyageurs du CFTHQ est installé à proximité de l'ancien bâtiment voyageurs, il dispose de guichets, d'un service pour les personnes à la mobilité réduite, d'un espace restauration et bar ainsi qu'une boutique et un espace musée. Les circulations ont lieu d'avril à septembre.

### Desserte
Martel est le point de départ et de retour des circulations des trains diesels ou vapeurs qui circulent entre Martel et Saint-Denis-Lès-Martel avec deux arrêts à la "halte de Mirandol" et la "halte des Courtils" .